# Lancia termica

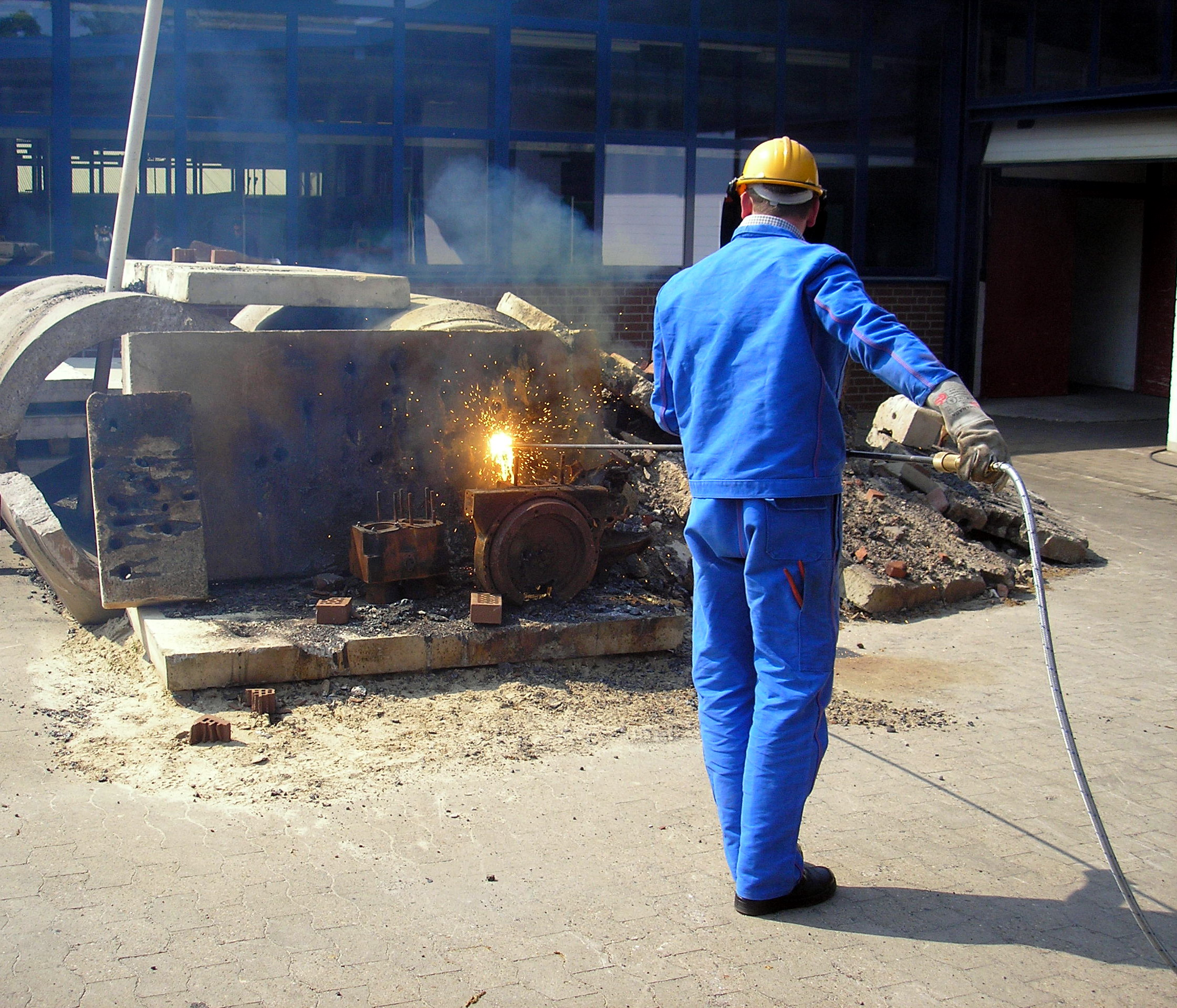
Lancia termica

La lancia termica è uno strumento utilizzato per il taglio dei metalli; è costituito da un tubo di acciaio  in cui è inserita  una treccia di fili di alluminio attraverso cui passa dell'ossigeno a 20 atmosfere.
Questo tubo ha le estremità con raccordi filettati per potere essere allungato per raggiungere il punto di taglio in profondità e per compensare l'accorciamento durante la combustione che avviene dopo opportuno innesco con una fiamma ossidrica.
La lancia termica raggiunge temperature molto elevate, prossime anche ai 3000 °C, conferendo alla lunga barra di metallo proprietà di penetrazione tali da poter fondere strutture metalliche o materiali refrattari come il cemento, perfino se immerse in acqua.
Uno degli usi più noti è per il furto con scasso su cassaforte, caveau o altra struttura di deposito di valori.